# 2MASS J07475631+3947329
2MASS J07475631+3947329 ist ein 300 Lichtjahre von der Erde entfernter Brauner Zwerg im Sternbild Luchs. Er wurde 2002 von Suzanne L. Hawley et al. entdeckt und gehört der Spektralklasse L0 an.